# Appellation d'origine contrôlée
Appellation d'origine contrôlée (AOC), traducido aproximadamente como denominación de origen controlada, es la certificación francesa que garantiza ciertas denominaciones de origen francesas para vinos, quesos, mantequillas y otros productos agrícolas, por el organismo gubernamental Institut National des Appellations d'Origine (INAO), traducido como Instituto Nacional de Denominaciones de Origen. De acuerdo con la ley francesa, es ilegal producir y vender un producto bajo una denominación de origen controlada si no cumple los criterios del AOC correspondiente.
Todos los productos amparados por una AOC están identificados mediante un sello, estampado en la etiqueta o en la corteza (en el caso de quesos). Para evitar cualquier interpretación errónea, ninguna parte del nombre de una denominación de origen controlada puede usarse en la etiqueta de un producto no habilitado para dicha denominación. Sin embargo, muchos productores tienen su sede en ciudades en las que el nombre de la ciudad es el de la denominación de origen por lo que no pueden indicar nada más que un críptico código postal.

## Criterios
Los criterios necesarios para otorgar a un producto una denominación de origen controlada (AOC) en Francia son los siguientes:
- Se ha elaborado con ingredientes procedentes de un área geográfica específica. El proceso de elaboración y envejecimiento se ha producido también, al menos en parte, en dicha zona.
- El producto ha sido elaborado según el modo tradicional de la zona.
- Las características del producto siguen una serie de normas claramente definidas.
- La producción ha sido estrictamente regulada por una comisión reguladores siguiendo las normas definidas para la AOC.

## Historia
Los orígenes de la AOC se remontan al siglo XV, cuando el queso roquefort (de Roquefort-sur-Soulzon) fue regulado mediante un decreto parlamentario. La primera ley moderna, sin embargo, fue promulgada el 6 de mayo de 1919, cuando se aprobó la Ley para la Protección del Lugar de Origen, especificando la región y localidad en la que un producto dado debía ser elaborado. Dicha ley ha sido reformada varias veces desde entonces. El 30 de julio de 1935 se creó el Instituto Nacional de Denominaciones de Origen (Institut National des Appellations d'Origine, INAO), un organismo dependiente del Ministerio de Agricultura francés, encargado de administrar el proceso de regulación en lo que a vinos se refiere. Diversas leyes francesas promulgadas en los años cincuenta, sesenta y setenta del siglo XX crearon e hicieron obligatorio el sello identificando las denominaciones. El 2 de julio de 1990 se extendió el ámbito de actuación del INAO para cubrir no solo vinos sino también otros productos agrícolas.

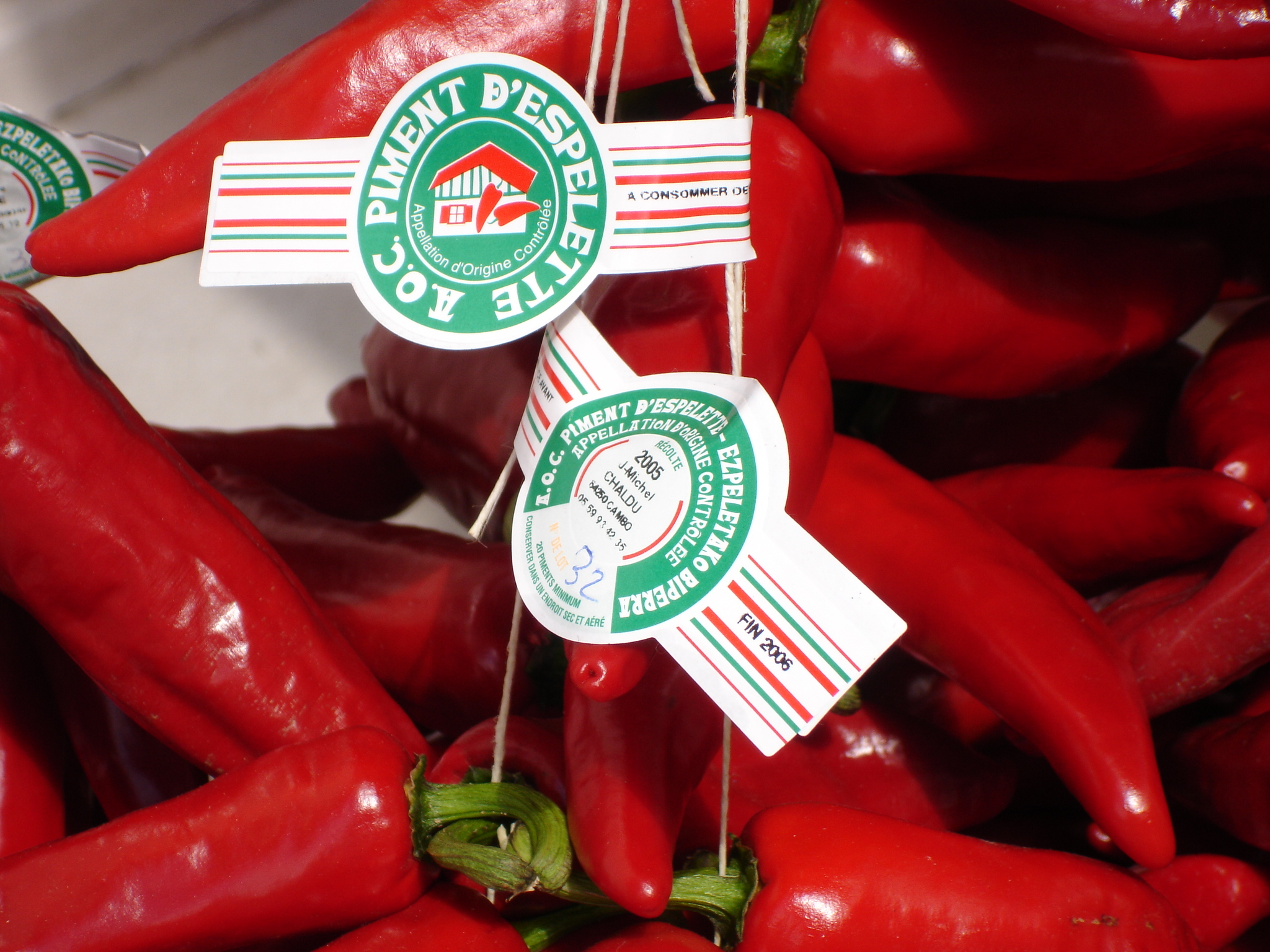
Pimientos con etiqueta de denominación de origen Espelette.

## Vino
Ciertas denominaciones de vinos son reconocidas como superiores a otras, ya que fueron establecidas por primera vez en la Clasificación Oficial del Vino de Burdeos de 1855. Típicamente se trata de variaciones de "cru", la palabra en francés para "finca", y dependen de la región. En general, los vinos denominados "Grand Cru" están en la cima de la jerarquía en lo que a calidad se refiere, con los denominados "premier crus" un escalón por debajo. Más abajo están los denominados mediante simples nombres de lugar. Dependiendo de la región, un cru podría estar asignado a una finca o a una zona de viñedos legalmente definido. Mientras que en teoría un Grand Cru debería ser la más alta expresión de su zona de origen, en general es un indicador más de precio que necesariamente de calidad.
Las zonas de origen de las AOCs varían enormemente en tamaño. Mientras que unas cubren vastas extensiones con climas y suelos diversos, otras son pequeñas y relativamente uniformes. Por ejemplo, la denominación Cotes-du-Rhone cubre más de 40.000 ha, pero al mismo tiempo una diminuta AOC, Château Grillet, que se encuentra en el interior de aquella, ocupa menos de cuatro ha.

## Queso
En 1925 Roquefort se convirtió en el primer queso en obtener una etiqueta de AOC. Desde entonces, más de 40 quesos la han obtenido también.